# Jürgen-Heinrich Schmidt
Jürgen-Heinrich Schmidt (* 8. Mai 1942 in Przemyśl) ist ein deutscher Kommunalpolitiker (SPD). Von 1994 bis 2002 war er Oberbürgermeister von Backnang.
1967 trat Jürgen Schmidt der SPD bei. Er wurde 1994 als Nachfolger von Hannes Rieckhoff zum neuen Oberbürgermeister von Backnang gewählt. Als er für eine zweite Amtszeit kandidierte, unterlag Jürgen Schmidt am 24. Februar 2002 seinem Gegenkandidaten Frank Nopper im zweiten Wahlgang.